# Alvān-e Eshāreh
Alvān-e Eshāreh (persiska: الوان اشاره, ‘Alāvān-e ‘Eshāreh) är en ort i Iran.   Den ligger i provinsen Khuzestan, i den centrala delen av landet, 500 km söder om huvudstaden Teheran. Alvān-e Eshāreh ligger 95 meter över havet och antalet invånare är 185.
Terrängen runt Alvān-e Eshāreh är platt. Runt Alvān-e Eshāreh är det ganska tätbefolkat, med 58 invånare per kvadratkilometer. Närmaste större samhälle är Beyt-e Bāvī, 6,1 km sydväst om Alvān-e Eshāreh. Trakten runt Alvān-e Eshāreh är ofruktbar med lite eller ingen växtlighet.